# Мельникова Зоя Василівна
Зоя Василівна Мельникова (1 травня 1931, село Загзи, тепер Варнавинського району Нижньогородської області, Російська Федерація — 3 травня 2017, місто Стерлітамак, Башкортостан, Російська Федерація) — радянська діячка, новатор виробництва, старша апаратниця виробництва кальцинованої соди Стерлітамацького содово-цементного комбінату Башкирської АРСР. Член Центральної Ревізійної комісії КПРС у 1971—1976 роках. Депутат Верховної Ради СРСР 7-го скликання. 

## Життєпис
Освіта неповна середня. У 1950 році закінчила ремісниче училище.
У 1950—1959 роках — апаратниця Стерлітамацького содового заводу Башкирської АРСР.
З квітня 1959 року — старша апаратниця виробництва кальцинованої соди Стерлітамацького содово-цементного комбінату Башкирської АРСР.
Член КПРС з 1967 року.
Потім — на пенсії в місті Стерлітамаці Республіки Башкортостан. Померла 3 травня 2017 року.

## Нагороди і звання
- орден Трудового Червоного Прапора
- медалі